# Ara Celi
Pour les articles homonymes, voir Celi (homonymie).
Ara Celi, née le 31 mai 1974 à El Paso, est une actrice américaine.

## Biographie
D'origine mexicaine, Araceli Valdez grandit à El Paso et commence des études supérieures à l'université du Texas à El Paso avant de partir pour Los Angeles pour entamer une carrière d'actrice. Elle apparaît dès lors dans quelques séries télévisées, jouant un rôle important dans l'épisode La Momie inca de Buffy contre les vampires (1997). Elle joue ensuite notamment le rôle d'Esmeralda / Santanico Pandemonium dans Une nuit en enfer 3 : La Fille du bourreau (1999). En 2000, elle se marie avec Robert Godines, un conseiller financier, et le couple s'installe près de San Antonio. Elle n'a dès lors tenu que de rares rôles, dont celui d'une journaliste dans Machete (2010).

## Filmographie

### Cinéma
- 1997 : "Looking for Lola" : Lola
- 1999 : American Beauty : une femme dans la maison à vendre
- 1999 : Une nuit en enfer 3 : La Fille du bourreau : Esmeralda
- 2003 : Bruce tout-puissant : une femme à la fête
- 2010 : Machete : la journaliste

### Télévision
- 1993 : Sauvés par le gong : Les Années lycée (série télévisée, saison 1 épisode 4) : Theresa Alvarez
- 1994 : Les Dessous de Palm Beach (série télévisée, saison 4 épisode 4) : Bertica Santos
- 1995 : Le Rebelle (série télévisée, saison 3 épisode 13) : Maria
- 1997 : Buffy contre les vampires (série télévisée, saison 2 épisode 4) : Ampata Gutierrez
- 1999 : La Force du destin (soap opera, 12 épisodes) : Raquel Dion Santos
- 2003 : Nip/Tuck (série télévisée, saison 1 épisode 1) : Celia